# 2018年亚洲运动会不丹代表团
2018年亚洲运动会不丹代表团是不丹所派出的2018年亚洲运动会代表团。这是不丹第九次参加亚洲运动会。不丹代表团在该届亚运共派出36人，其中运动员24人、教练7人，24名运动员分别参加射箭、拳击、高尔夫和跆拳道这四个不同的大项，大多数选手都是第一次参加亚运。该代表团是该届亚运中，其中一个未能获得任何奖牌的代表团。
曾担任2016年里约奥运不丹代表团旗手的射箭选手Karma获选为该届亚运不丹代表团开幕式旗手。

## 参赛者统计
| 项目   | 男子 | 女子 | 总计 |
| ------ | ---- | ---- | ---- |
| 射箭   | 6    | 2    | 8    |
| 拳击   | 6    | 1    | 7    |
| 高尔夫 | 1    | 0    | 1    |
| 跆拳道 | 5    | 3    | 8    |
| 总计   | 18   | 6    | 24   |